# Брідоцька сільська рада (Заставнівський район)
Брідо́цька сільська́ ра́да — адміністративно-територіальна одиниця та орган місцевого самоврядування в Заставнівському районі Чернівецької області. Адміністративний центр — село Брідок.

## Загальні відомості
- Населення ради: 475 осіб (станом на 2001 рік)

## Населені пункти
Сільській раді були підпорядковані населені пункти:
- с. Брідок

## Склад ради
Рада складалася з 14 депутатів та голови.
- Голова ради: Спіжавко Любов Іванівна
- Секретар ради: Петращук Марія Маноліївна

### Керівний склад попередніх скликань
| Прізвище, ім'я, по батькові | Основні відомості                                                               | Дата обрання | Дата звільнення |
| --------------------------- | ------------------------------------------------------------------------------- | ------------ | --------------- |
| Нагірний Дмитро Семенович   | Сільський голова, 1948 року народження, безпартійний                            | 26.03.2006   | 31.10.2010      |
| Спіжавко Любов Іванівна     | Сільський голова, 1970 року народження, освіта середня спеціальна, позапартійна | 31.10.2010   |                 |

Примітка: таблиця складена за даними сайту Верховної Ради України

### Депутати
За результатами місцевих виборів 2010 року депутатами ради стали:

#### За суб'єктами висування
| Суб'єкт висування | Кількість обраних депутатів | %   |
| ----------------- | --------------------------- | --- |
| Самовисування     | 14                          | 100 |

#### За округами
| № округу | Прізвище, ім'я, по батькові   | Дата визнання обраним | Освіта             | Партійна приналежність | Відомості про обраного депутата                                  |
| -------- | ----------------------------- | --------------------- | ------------------ | ---------------------- | ---------------------------------------------------------------- |
| 1        | Чабах Тетяна Олександрівна    | 03.11.2010            | вища               | позапартійна           | Брідоцький навчально-виховний комплекс, вчитель української мови |
| 2        | Миронюк Ярослава Миколаївна   | 03.11.2010            | середня спеціальна | позапартійна           | пересувне відділення зв'язку ЦОС № 5, поштарка                   |
| 3        | Бейко Марія Маноліївна        | 03.11.2010            | середня спеціальна | позапартійна           | Брідоцький навчально-виховний комплекс, вихователь               |
| 4        | Дейнега Тетяна Сергіївна      | 03.11.2010            | середня            | позапартійна           | тимчасово не працює                                              |
| 5        | Запаранюк Антоніна Іванівна   | 03.11.2010            | вища               | позапартійна           | тимчасово не працює                                              |
| 6        | Запаранюк Ярослав Манолійович | 03.11.2010            | середня            | позапартійний          | тимчасово не працює                                              |
| 7        | Писарь Галина Миколаївна      | 03.11.2010            | вища               | позапартійна           | Брідоцький навчально-виховний комплекс, прибиральниця            |
| 8        | Петращук Марія Маноліївна     | 03.11.2010            | вища               | позапартійна           | сільська рада с. Митків, головний бухгалтер                      |
| 9        | Манчуленко Ганна Маноліївна   | 03.11.2010            | середня спеціальна | позапартійна           | Брідоцька сільська рада, секретар                                |
| 10       | Спіжавка Василь Григорович    | 03.11.2010            | середня            | позапартійний          | тимчасово не працює                                              |
| 11       | Хабаба Надія Олексіївна       | 03.11.2010            | середня спеціальна | позапартійна           | Вікнянське ССТ, продавець                                        |
| 12       | Попіль Василь Васильович      | 03.11.2010            | середня            | позапартійний          | тимчасово не працює                                              |
| 13       | Сандул Василина Василівна     | 03.11.2010            | середня спеціальна | позапартійна           | Брідоцький навчально-виховний комплекс, вихователь               |
| 14       | Дяконович Марія Василівна     | 03.11.2010            | вища               | позапартійна           | Брідоцький навчально-виховний комплекс, вчитель української мови |

## Населення
Згідно з переписом УРСР 1989 року чисельність наявного населення сільської ради становила 1001 особа, з яких 424 чоловіки та 577 жінок.
За переписом населення України 2001 року в сільській раді мешкали 473 особи.

### Мова
Розподіл населення за рідною мовою за даними перепису 2001 року:
| Мова       | Відсоток |
| ---------- | -------- |
| українська | 98,53 %  |
| російська  | 1,47 %   |